# Kenth Åkerman
Kenth Åkerman, född 19 februari 1965, är en svensk författare, inspiratör och företagscoach. Arbetar med privata företag och offentliga verksamheter med serviceutveckling, ledarskap, bemötande och kommunikation. Har bland annat skrivit boken "Servicekompassen" som tar upp frågor kring hur vi kan konkurrera med service. Samt även den praktiska boken "Konsten att få andra att prestera" som behandlar motivation, tillit, makt och ansvarstagande på ett handgripligt sätt. Flitig bloggare kring mental styrka och populärpsykologi. Han har också producerat utbildningspaketet "Mera flyt - motivation och arbetsglädje" på DVD. Åkerman är också programledare för radioprogrammet "Coachtipset med Kenth Åkerman" som börjar sändas i september 2010.